# Отмухув
Отмухув или Оттмахау (пол. Otmuchów, нем. Ottmachau) — город в Польше, входит в Опольское воеводство, Нысский повят. Имеет статус городско-сельской гмины. Занимает площадь 27,83 км². Население — 6399 человек (на 2004 год).

## Галерея

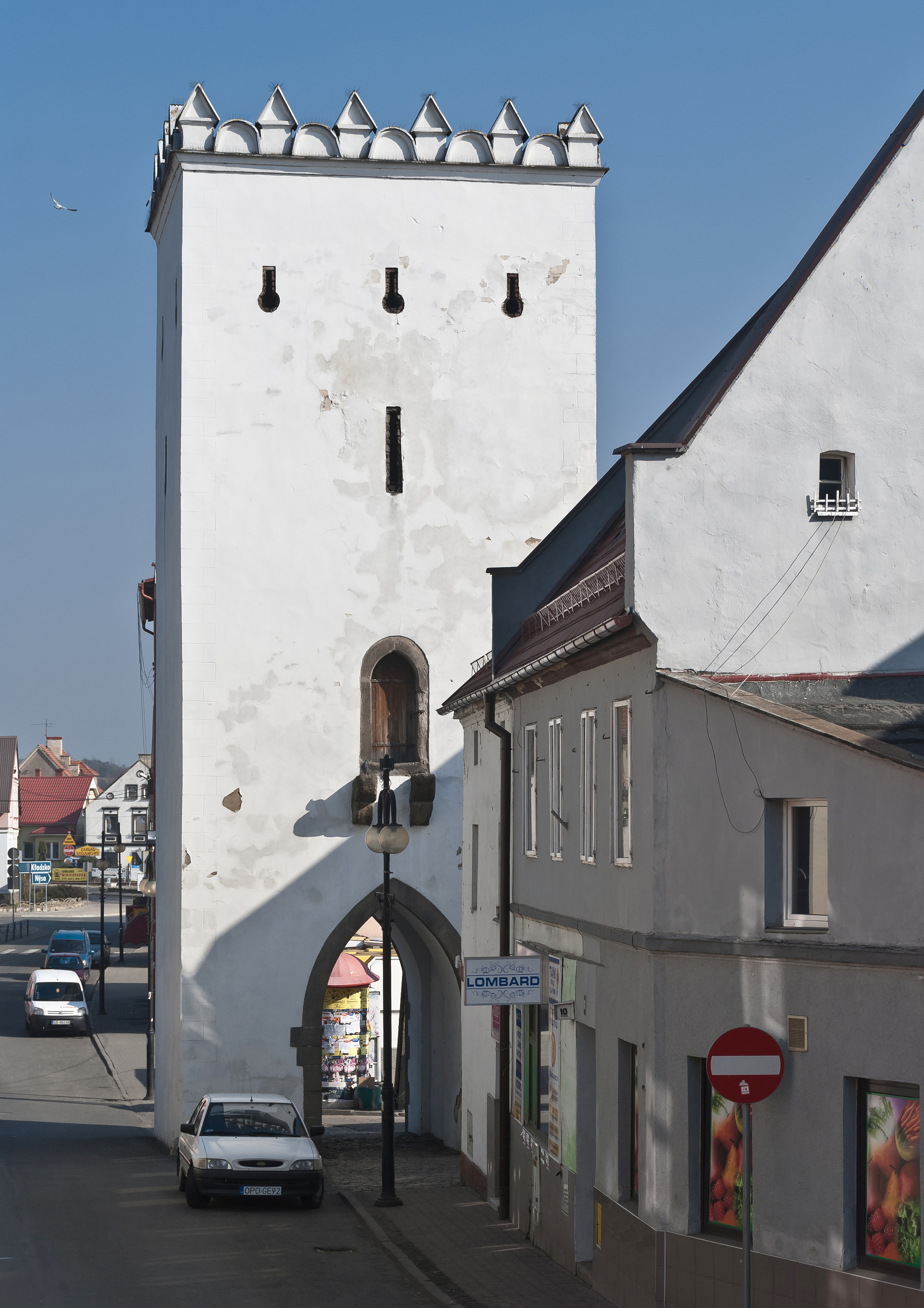
Ворота
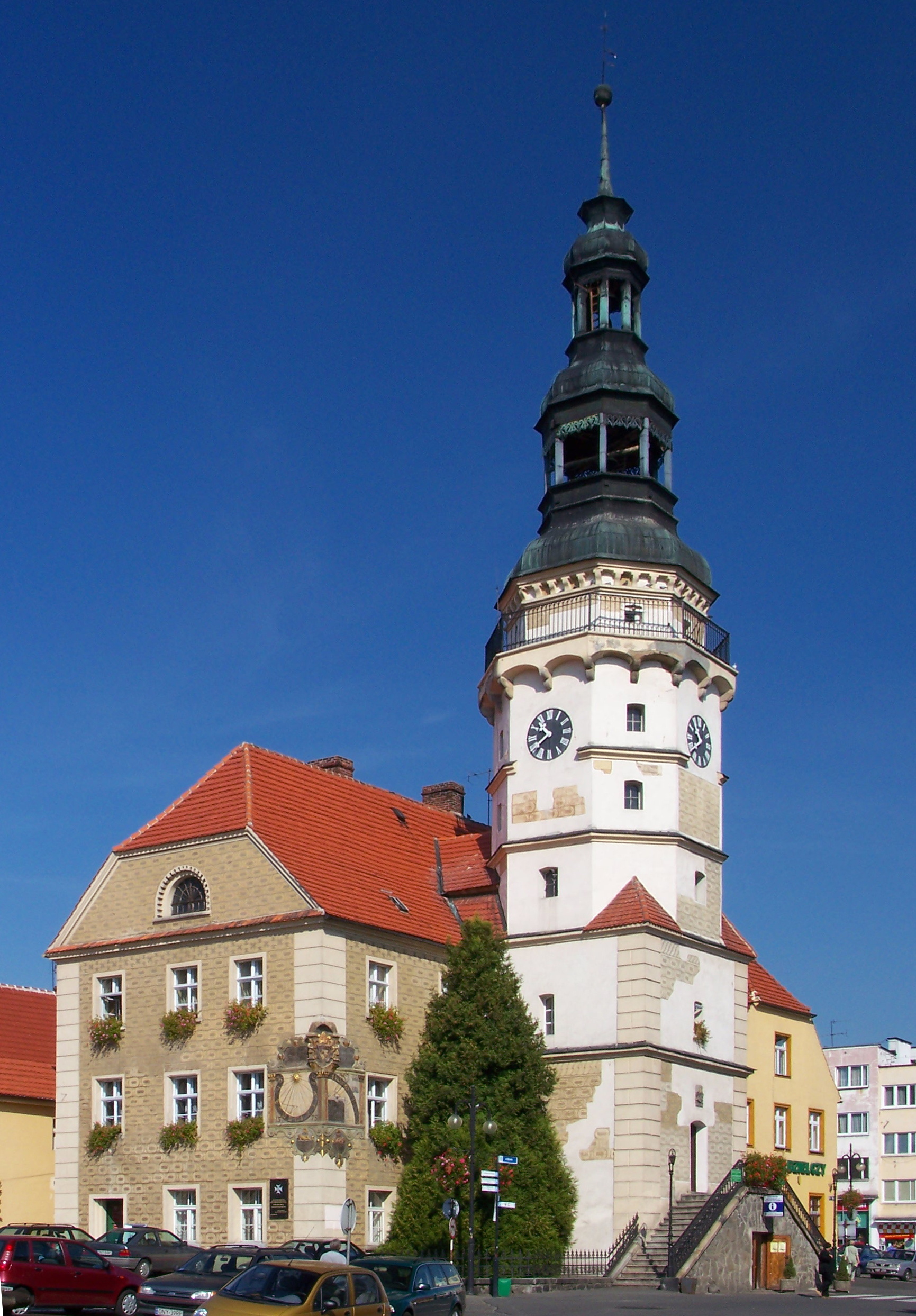
Ратуша
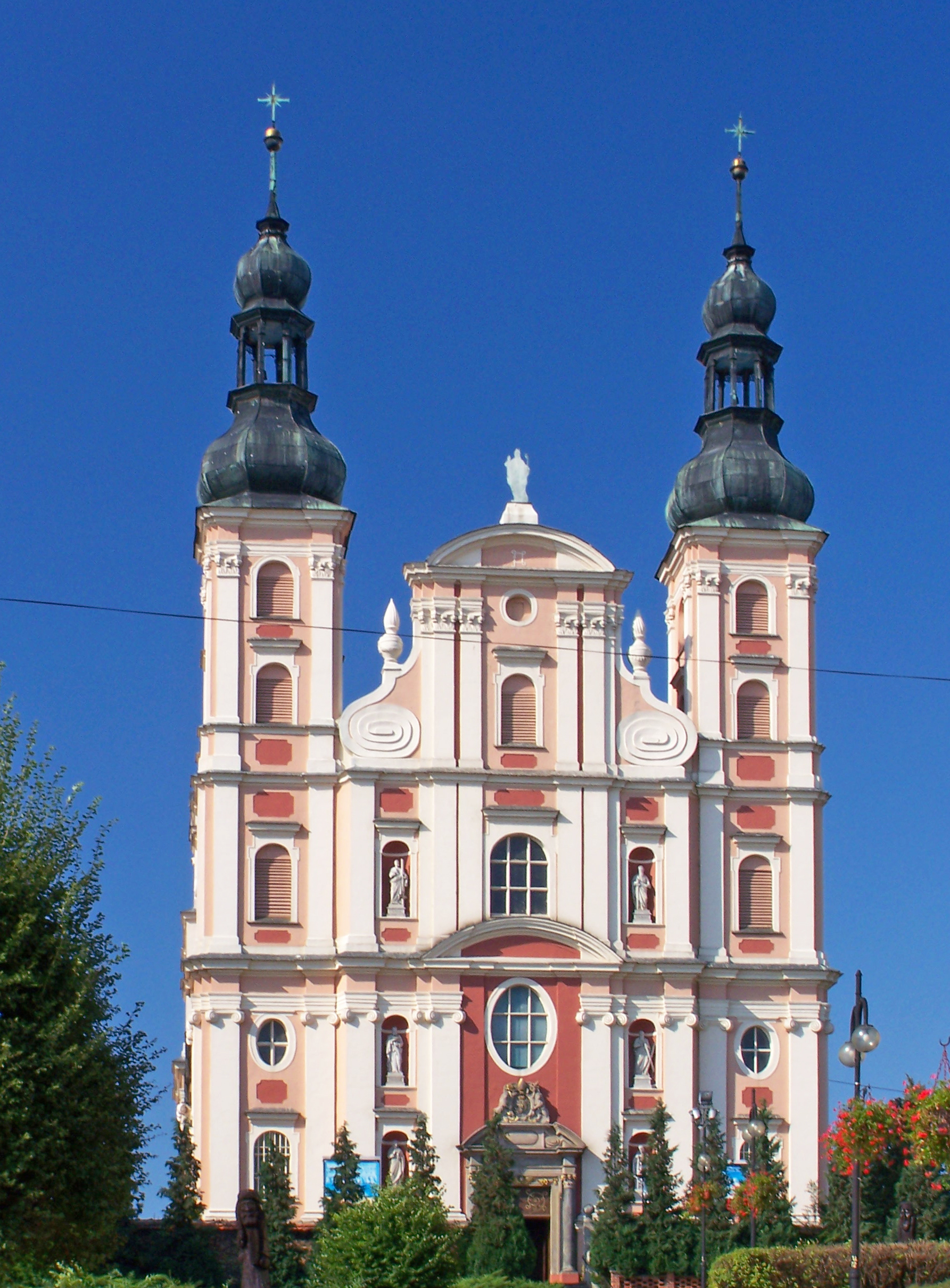
Костёл
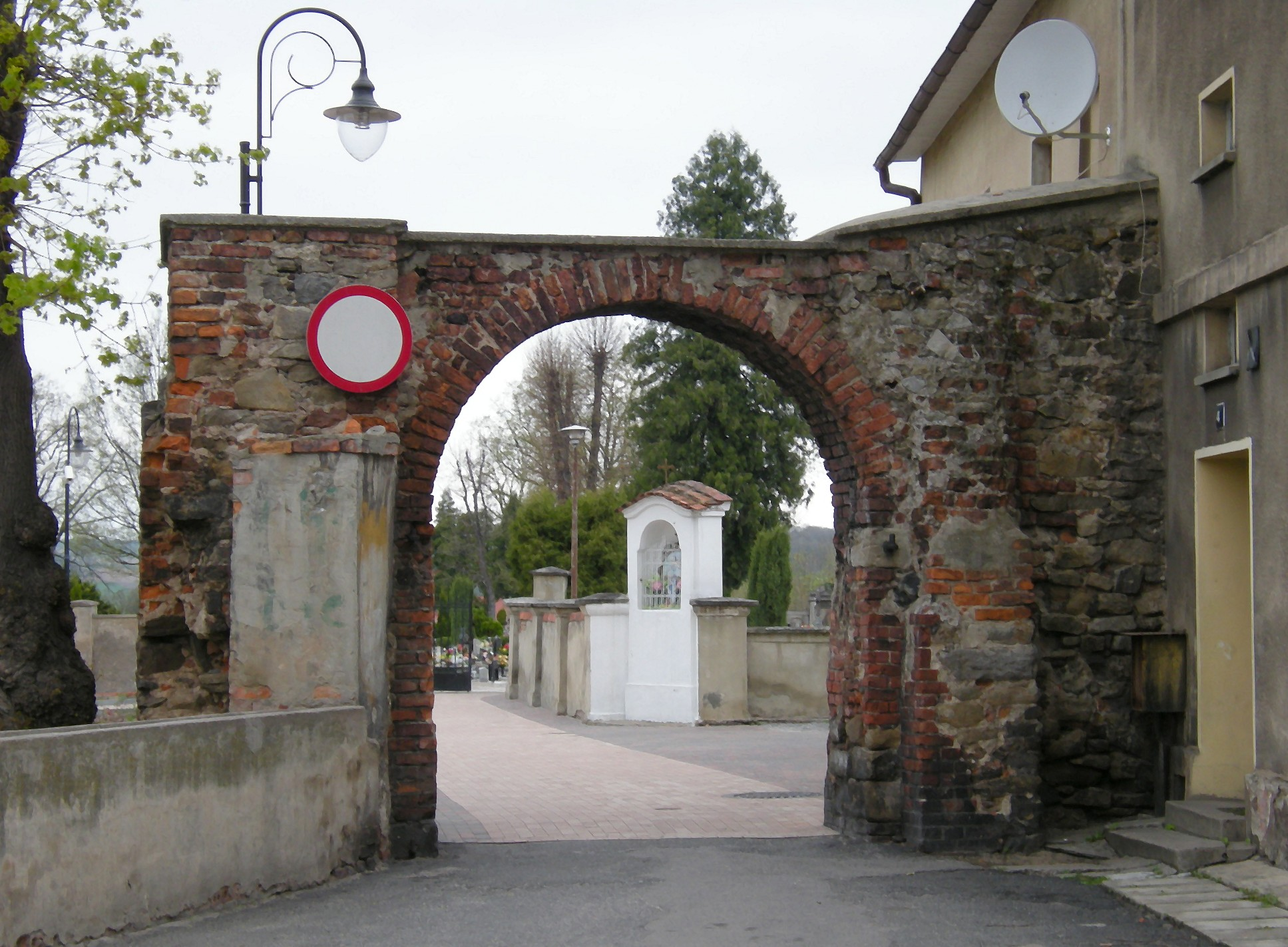
Арка
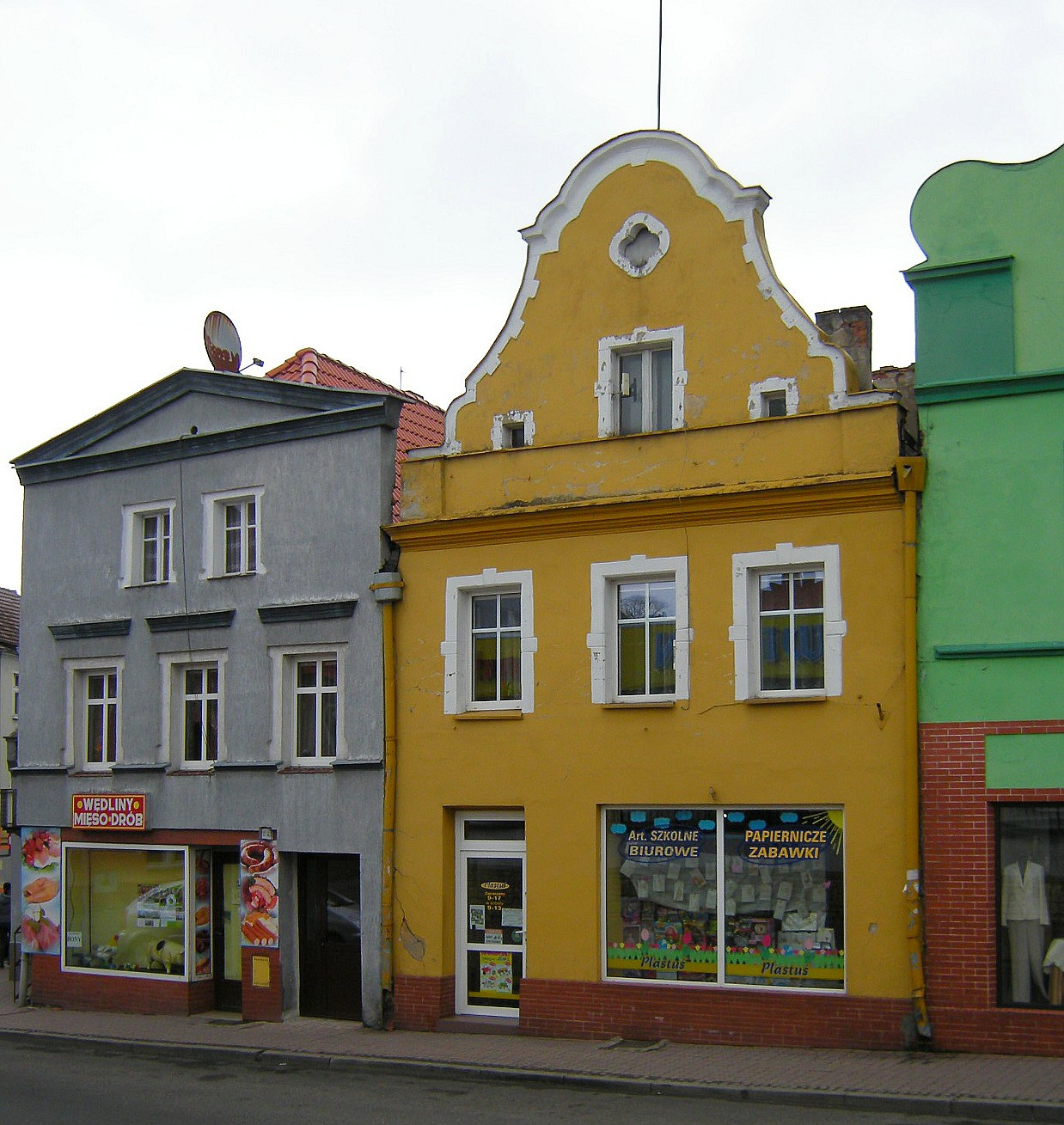
Старые дома
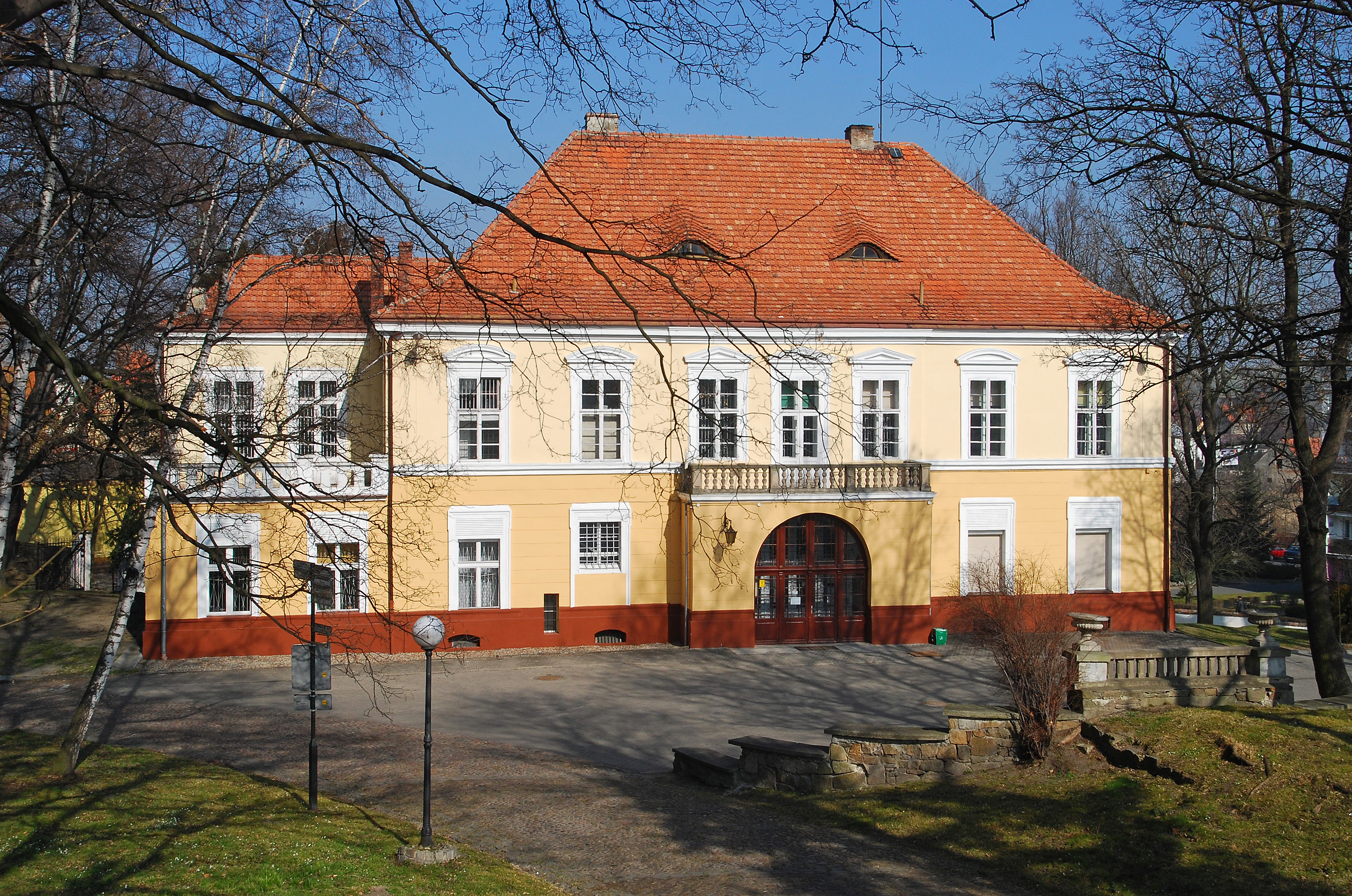
Замковый дворцовый ансамбль
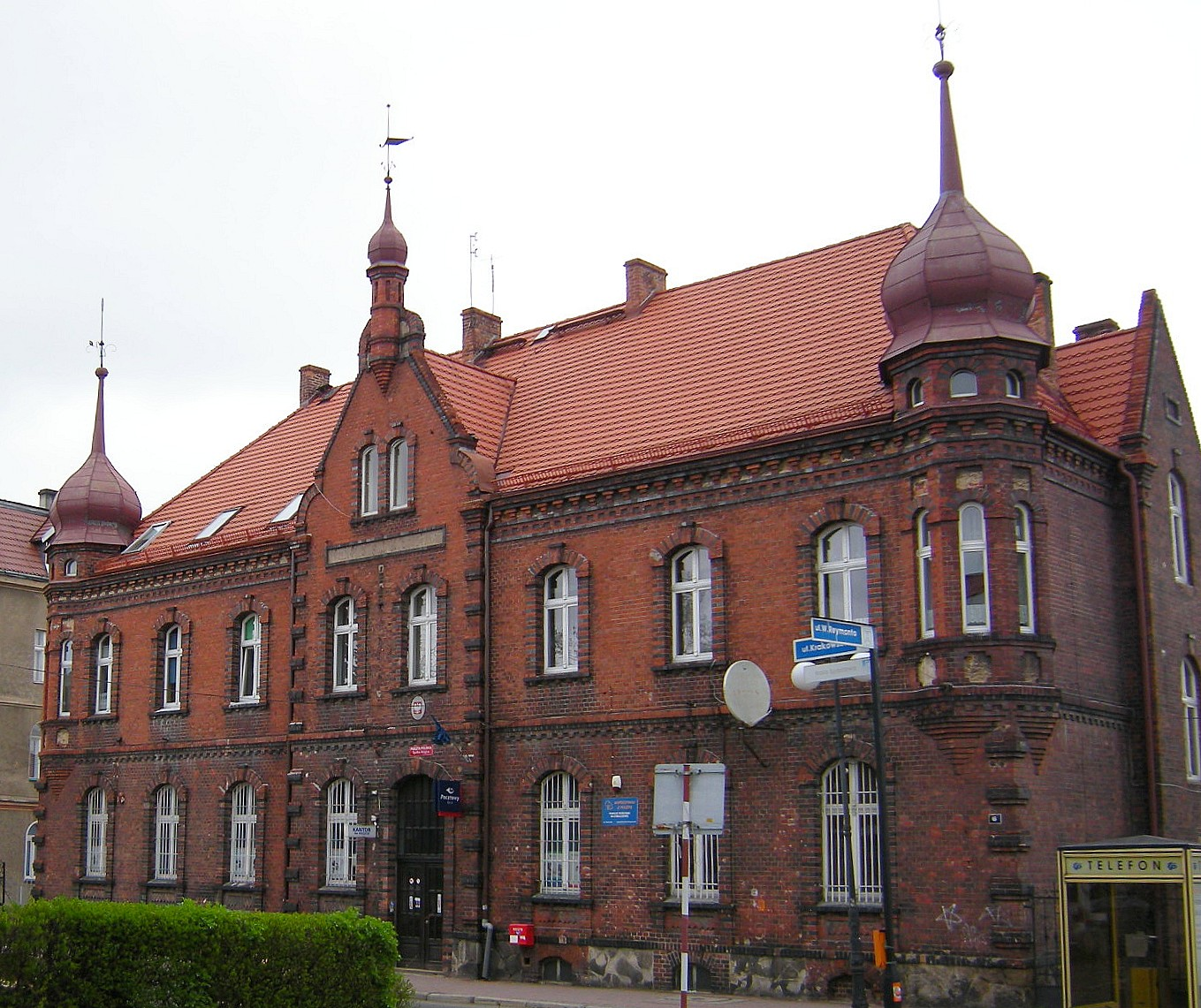
Почта
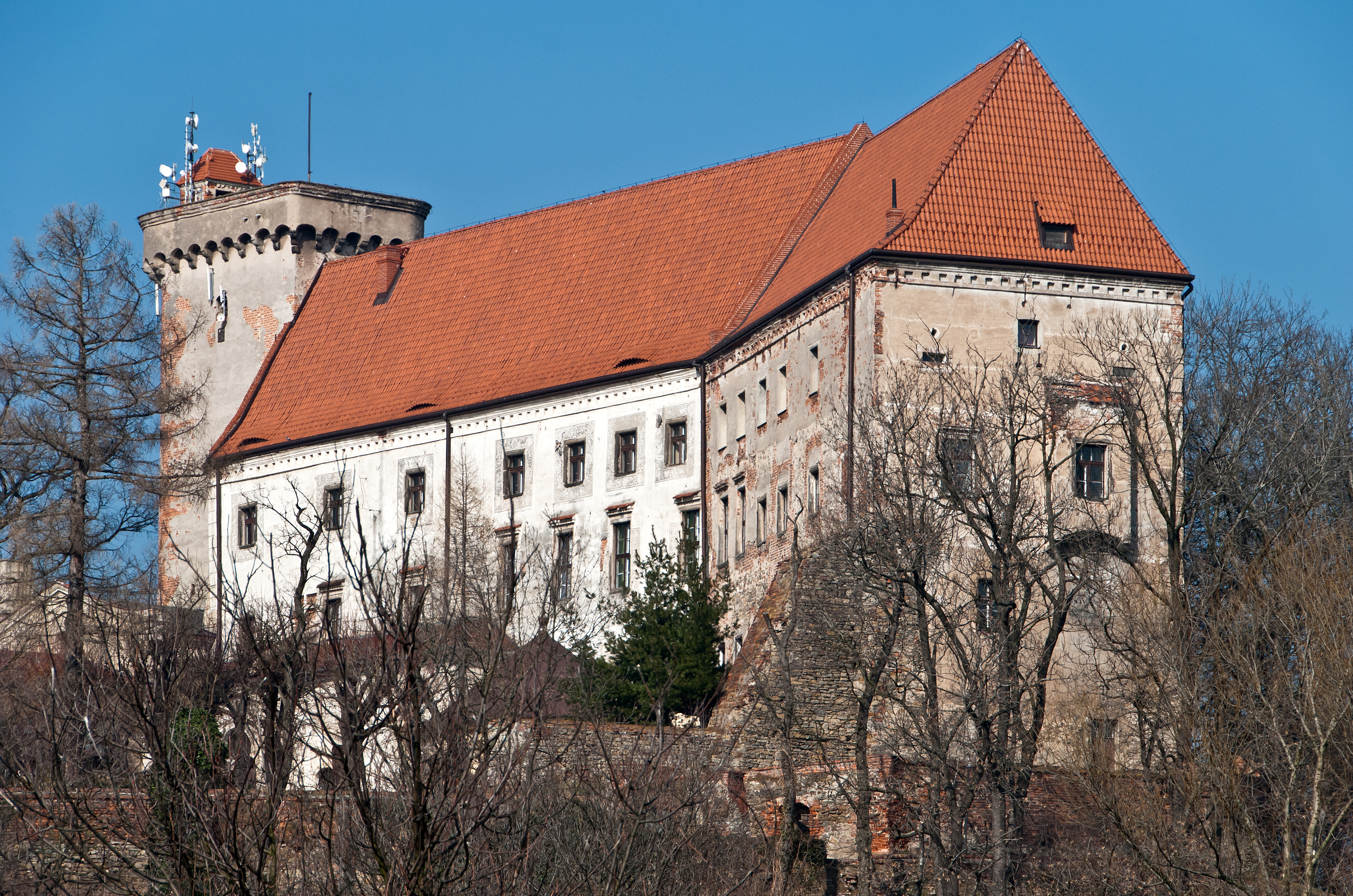
Отмухувский замок